# 黑鄉
52°32′N 2°2′W / 52.533°N 2.033°W

黑乡旗

黑鄉（Black Country）是英國英格蘭中部西米德蘭茲郡的一個地區，包括伯明罕以北和以西的地區。在工業革命時期，這一地區是成為英國主要的煤礦、焦化、鋼鐵廠的集中地，也是英國空氣污染最嚴重的地區。